# Ramiro González
Ramiro Gabriel González Hernández (ur. 21 listopada 1990 w Rosario) – argentyński piłkarz pochodzenia chilijskiego występujący na pozycji środkowego obrońcy, od 2023 roku zawodnik chilijskiego Colo-Colo.